# Hugh FitzRoy (11e duc de Grafton)
Hugh Denis Charles FitzRoy, 11e duc de Grafton (3 avril 1919-7 avril 2011) est le fils de Charles FitzRoy (10e duc de Grafton), et de sa première épouse lady Doreen Maria Josepha Sydney Buxton, deuxième fille de Sydney Buxton (1er comte Buxton). Il est connu de 1936 à 1970 sous le titre de comte d'Euston.

## Biographie
Il est né en 1919 au Cap, Union sud-africaine,. Il fait partie des centaines de descendants de Charles II d'Angleterre, dont il descend par Henry FitzRoy (1er duc de Grafton) né de la maîtresse du roi Barbara Villiers.

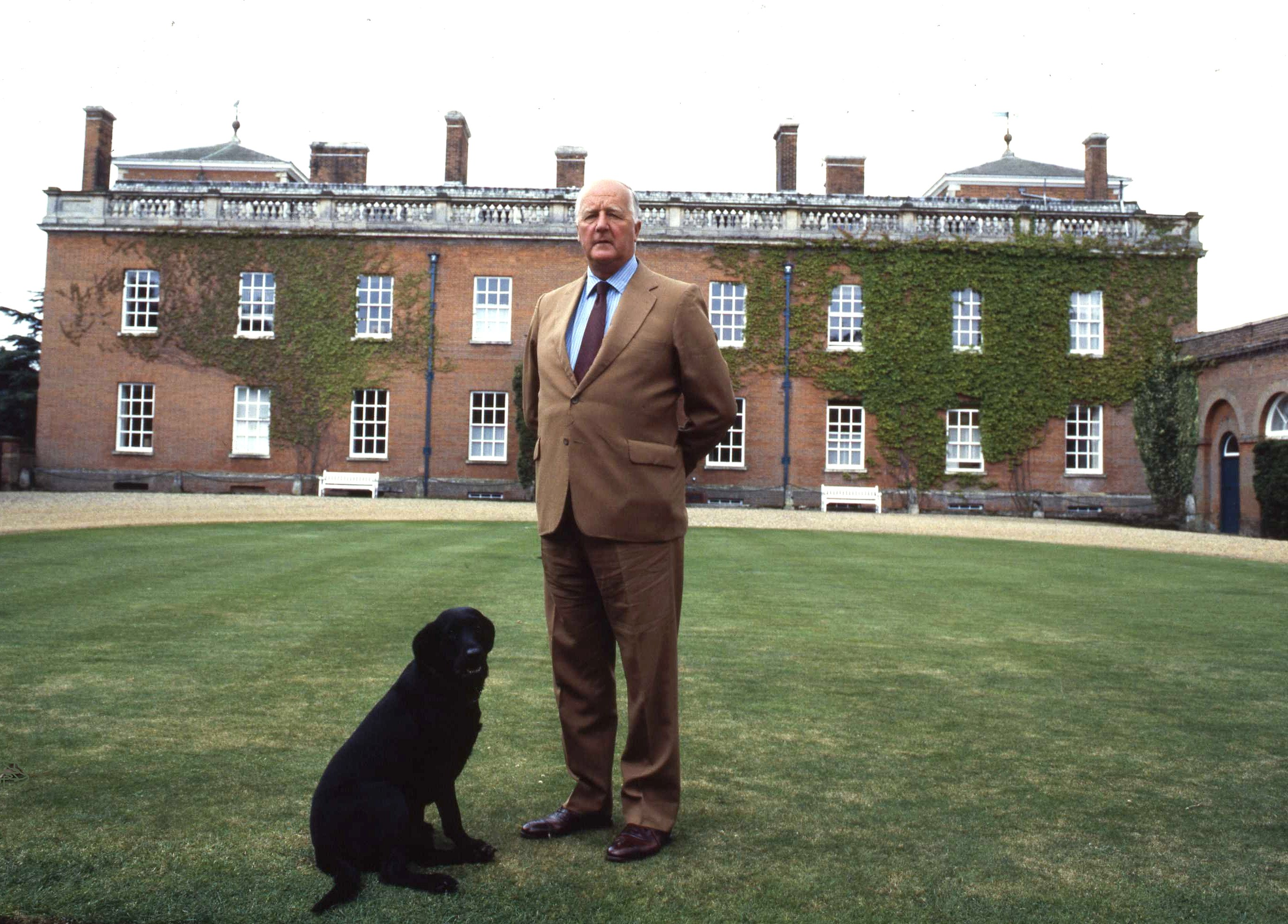
Le 11e duc de Grafton à l'extérieur d' Euston Hall

Le duc fait ses études au Collège d'Eton et au Magdalene College, Cambridge. Il est ensuite nommé dans les Grenadier Guards, et pendant trois ans à partir de 1943, il est aide de camp du Gouverneur général des Indes, le maréchal vicomte Wavell.
Le duc de Grafton consacre une grande partie de sa vie à la conservation et à la protection des bâtiments historiques. Il est président de la Society for the Protection of Ancient Buildings, et à plusieurs reprises de l'Historic Church Preservation Trust, l'Architectural Heritage Fund, la Church of England's Cathedral Advisory Commission et le Sir John Soane's Museum.
Le duc est membre du Conseil des bâtiments historiques depuis sa fondation en 1953, et jusqu'à ce qu'il succède à son père comme duc en 1970, il est l'administrateur du National Trust pour le Sussex et le Kent, et plus tard pour l'East Anglia. Il est également vice-président de la National Portrait Gallery.
La maison du duc de Grafton est Euston Hall, près de Thetford. Il est fait chevalier de la jarretière en 1976. Il est décédé en 2011 à Euston Hall, Suffolk . C'est alors son petit-fils, Henry, qui lui succède au titre.

## Mariage et enfants
Le 12 octobre 1946, il épouse Ann Fortune Smith (Maîtresse de la garde-robe de la reine Élisabeth II). Ils ont cinq enfants:
- James Oliver Charles FitzRoy, comte d'Euston (13 décembre 1947 - 1er octobre 2009), épouse Clare Amabel Margaret Kerr, fille de Peter Kerr (12e marquis de Lothian), et a un fils, Henry FitzRoy, 12e duc de Grafton, et quatre filles.
- Henrietta Fortune Doreen FitzRoy (née le 14 septembre 1949), qui épouse Edward St. George.
- Virginia Mary Elizabeth FitzRoy (née le 10 avril 1954), qui épouse (et divorce) Ralph Kerr, fils de Peter Kerr, 12e marquis de Lothian.
- Charles Patrick Hugh FitzRoy (né le 7 janvier 1957), qui épouse Diana Miller-Stirling, et a deux fils.
- (Olivia) Rose Mildred FitzRoy (née le 1er août 1963), qui épouse Guy Monson, un gestionnaire de fonds d'investissement, et a deux filles, Olivia et Leonora[4].